# Kjeld Jensen
Kjeld Jensen er en fiktiv person, som optræder i filmene om Olsen-banden. Han spilles af Poul Bundgaard/Tommy Kenter.
Kjeld er gift med Yvonne, med hvem han har børnene Birger, Børge og "lillesøster". Birger og "lillesøster" er dog kun med i den første film Olsenbanden fra 1968, i de efterfølgende film er Børge familiens eneste barn.
De bor i Valby, og deres bolig fungerer ofte som bandens hovedkvarter/tilholdssted, hvor Egon forklarer planen i detaljer.
Kjeld lever en noget underkuet tilværelse; både i hjemmet hos den meget dominerende Yvonne, og "på arbejde" (dvs. i færd med at udføre Egons plan), hvor han ofte er skydeskive for Egons skideballer, når et eller andet i planen går galt. Han er en noget forsigtig og nervøst anlagt person. Han har altid sin jordemodertaske med sig, hvori bandens vigtige arbejdsredskaber findes. Han er iført en brun fløjlsjakke, en newsboy cap, en lys skjorte (typisk hvid eller lyseblå) og butterfly.
Under optagelserne til den fjortende film døde Poul Bundgaard, hvorefter Tommy Kenter overtog rollen som Kjeld i de manglende scener, og blev eftersynkroniseret af Kurt Ravn.

## Kjell Jensen
I den norske version af serien hedder han Kjell, er gift med Valborg, har sønnen Basse og bor på Kampen i Oslo. Han spilles af Carsten Byhring.
Carsten Byhring døde i 1990 og Kjell optræder derfor ikke i den sidste norske Olsenbanden-film Olsenbandens siste stikk (den norske version af Olsen-bandens sidste stik) fra 1999, hvor Dynamitt-Harry overtog i stedet.